# Nitella hyalina
Espèce
Nitella hyalina est une espèce d’algues vertes de la famille des Characeae, pouvant mesurer entre 5 et 25 centimètres de haut. Elle est constituée de pseudo-racines permettant l'ancrage, d'un thalle ressemblant à une tige et à des feuilles comparables à des épines.

## Synonymes
Nitella hyalina possède plusieurs synonymes selon AlgaeBase (4 mars 2021) :
- synonyme homotypique :
  - Chara hyalina DC. 1815 (basionyme)
- synonymes hétérotypiques :
  - Chara longifurca Ruprecht 1845
  - Chara condensata Ruprecht 1845
  - Chara interrupta Ruprecht 1845
  - Nitella condensata (Ruprecht) J.H.Wallman 1853
  - Nitella longifurca (F.J.Ruprecht) Wallman 1853
  - Nitella hyalina var. oligactis A.Braun 1868
  - Nitella hyalina f. minor J.Vilhelm 1930
  - Nitella hyalina var. athanurensis D.Subramanian 1985
  - Nitella hyalina var. chelliammai D.Subramanian 1985
  - Nitella hyalina var. puduchattirensis D.Subramanian 1985
  - Nitella hyalina var. ramulosa Y.J.Ling, L.C.Qui & S.L.Xie 1988

## Risques de confusions
Nitella hyalina peut être confondue avec Nitella confervacea ou Nitella tenuissima. Cependant, elle est reconnaissable grâce à la constitution de ses verticilles, composés de deux types de rameaux.

## Écologie

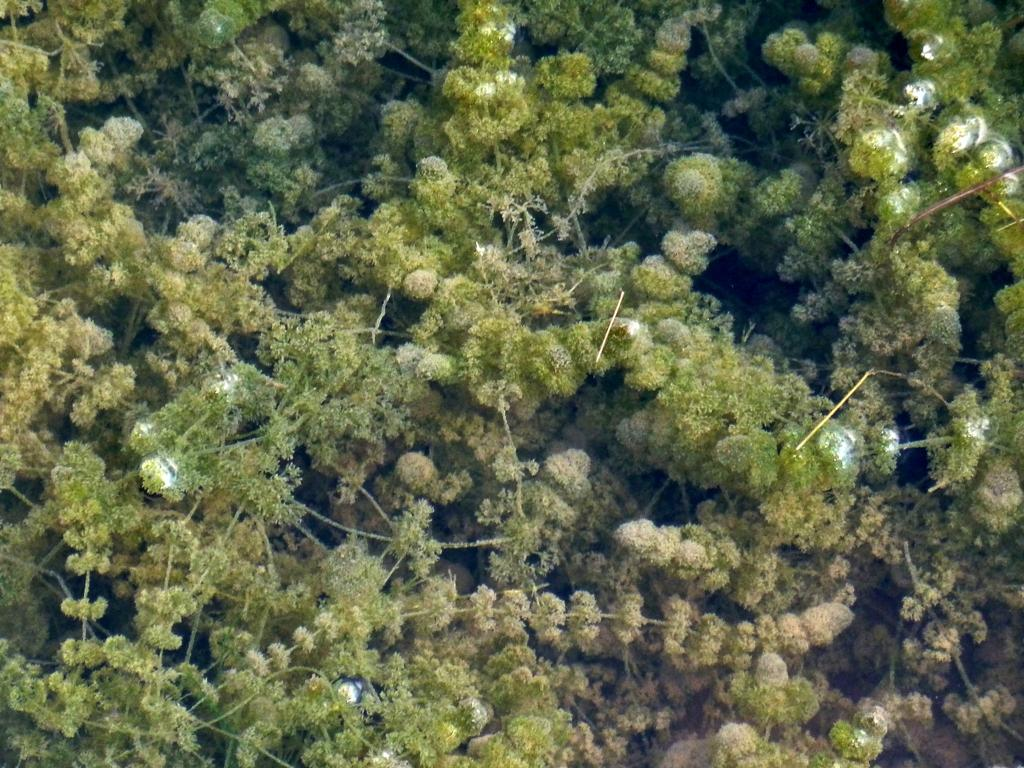
Nitella hyalina dans son habitat.

L'algue prospère dans des eaux stagnantes peu profondes (de moins d'un mètre) oligo-mésotrophes, dont le pH est neutre voire alcalin. La plante aquatique pousse sur des fonds sablonneux au bord des lacs et étangs exposés au soleil, voire exondés en été. On la retrouve également dans des tourbières acides.

## Reproduction
L'espèce est monoïque. Les gamétocystes répartis en spermatocystes et oogones se situent à la base des rameaux. La dessiccation des gamétocystes est limitée par la présence d'un mucilage au niveau des verticilles supérieurs.

## Distribution
L'espèce est cosmopolite.

## Liste des variétés et formes
Selon World Register of Marine Species (4 mars 2021) :
- variété Nitella hyalina var. aberrans F.S.Han & W.Q.Chen, 1982
- variété Nitella hyalina var. brachyactis A.Braun, 1868
- variété Nitella hyalina var. engelmanni A.Braun, 1882
- variété Nitella hyalina var. hyalina
- variété Nitella hyalina var. indica A.Braun, 1882
- variété Nitella hyalina var. novae zeelandiae A.Braun ex.C.F.O Nordstedt, 1880
- variété Nitella hyalina var. sciejowicensis J.Woloszynska, 1938 †
- forme Nitella hyalina f. formosa (T.F.Allen) J.C.van Raam, 2010
- forme Nitella hyalina f. maxima A.Braun ex Migula, 1890